# Никола Перић
Никола Перић (Шабац, 4. фебруар 1992) је српски фудбалски голман. Био је члан омладинске репрезентације Србије, која је 2011. године играла у полуфиналу Европског првенства.